# Charles Jenkins Sr.
Charles Jenkins (Charles Lamont „Charlie“ Jenkins Sr.; * 7. Januar 1934 in New York N.Y.) ist ein ehemaliger US-amerikanischer Sprinter und Olympiasieger. Seine Spezialstrecke war der 400-Meter-Lauf.
1955 gewann er die nationalen AAU-Meisterschaften über 440 Yards, einen Hallenweltrekord über 500 Yards sowie die AAU-Hallenmeisterschaften über 600 Yards (Letzteres auch in den Jahren 1957 und 1958).
Bei den Olympischen Spielen 1956 in Melbourne gewann Jenkins die Goldmedaille über 400 Meter, vor dem Deutschen Karl-Friedrich Haas (Silber) sowie den beiden Drittplatzierten, dem Finnen Voitto Hellsten (Bronze) und dem Russen Ardalion Ignatiew (Bronze). Eine weitere Goldmedaille bekam er zusammen mit der Mannschaft im 4-mal-400-Meter-Staffellauf, zusammen mit seinen Teamkollegen Lou Jones, Jesse Mashburn und Tom Courtney, vor den Teams aus Australien (Silber) und aus Großbritannien (Bronze).
Charles Jenkins ist der Vater von Charles „Chip“ Jenkins, der ebenfalls über die 400 Meter erfolgreich war.